# Asmeringa lindsleyi
Asmeringa lindsleyi är en tvåvingeart som först beskrevs av Sturtevant och Wheeler 1954.  Asmeringa lindsleyi ingår i släktet Asmeringa och familjen vattenflugor.
Artens utbredningsområde är Kalifornien. Inga underarter finns listade i Catalogue of Life.